# Magnolia fordiana
Magnolia fordiana este o specie de plante din genul Magnolia, familia Magnoliaceae. A fost descrisă pentru prima dată de Daniel Oliver, și a primit numele actual de la Hu Hsien-Hsu.

## Subspecii
Această specie cuprinde următoarele subspecii:
- M. f. calcarea
- M. f. fordiana
- M. f. forrestii
- M. f. hainanensis